# Васильевка (Бутурлиновский район)
Васильевка — село в Бутурлиновском районе Воронежской области.
Административный центр Васильевского сельского поселения.

## География
Улицы
| - ул. 19 Партсъезда, - ул. 22 Партсъезда, - ул. 3 Интернационала, - ул. Буденного, - ул. Коминтерна, | - ул. Комсомольская, - ул. Коржова, - ул. Красная Звезда, - ул. Ленина, - ул. Молодёжная, | - ул. Октябрьская, - пер. Горького, - пер. Кирова, - пер. Котовского, - пер. Школьный. |

## Население
| 1859 | 1897  | 2010  | 2012 | 2013 | 2014 | 2015 | 2016 | 2017 |
| ---- | ----- | ----- | ---- | ---- | ---- | ---- | ---- | ---- |
| 2359 | ↗3341 | ↘1001 | ↘945 | ↘936 | ↘896 | ↘878 | ↘873 | ↘869 |
| 2018 | 2019  | 2020  | 2021 |      |      |      |      |      |
| ↘868 | ↘855  | ↘840  | ↘822 |      |      |      |      |      |

## Известные уроженцы
В селе родились Герой Советского Союза Иван Матвеенко и советский военачальник, генерал-майор Григорий Мухин.